# Yoru ni Kakeru
«Yoru ni Kakeru» (夜に駆ける?) es la canción debut del dúo de música pop japonés Yoasobi. Fue lanzada el 15 de diciembre de 2019, y está basada en «Tanatos no Yuwaku» (タナトスの誘惑?), una historia breve escrita por Mayo Hoshino (星野舞夜?) y publicada en el sitio web Monogatary.

## Recepción
El video musical de la canción fue publicado en el canal de YouTube de Ayase el 16 de noviembre de 2019, donde superó las 20 millones de visitas en 7 meses. Poco después de su lanzamiento, la canción encabezó las listas de Spotify y Line Music. El 1 de junio de 2020, la canción encabezó la lista Billboard Japan Hot 100.

## Posicionamiento en listas

### Listas semanales
| Listas (2020)           | Mejor posición |
| ----------------------- | -------------- |
| Global 200 (Billboard)  | 76             |
| Billboard Japan Hot 100 | 1              |

### Listas de fin de año
| Listas (2020)             | Mejor posición |
| ------------------------- | -------------- |
| Japan Hot 100 (Billboard) | 1              |

## Certificaciones
| País         | Certificación | Ventas                  |
| ------------ | ------------- | ----------------------- |
| Japón (RIAJ) | Platino       | 250,000                 |
| Japón (RIAJ) | Platino       | 100,000,000 (streaming) |

## Premios y nominaciones
| Año  | Ceremonia                    | Premio          | Obra nominada    | Resultado |
| ---- | ---------------------------- | --------------- | ---------------- | --------- |
| 2020 | MTV Video Music Awards Japan | Canción del año | «Yoru ni Kakeru» | Ganador   |
| 2020 | Billboard Japan Music Awards | Hot 100 del año | «Yoru ni Kakeru» | Ganador   |